# Makadra
Makadra (arab. مقدرة; fr. Makedra)  – jedna z 52 gmin w prowincji Sidi Bu-l-Abbas, w Algierii, znajdująca się w północnej części prowincji, około 32 km na północny wschód od Sidi Bu-l-Abbas. W 2008 roku gminę zamieszkiwało 2475 osób. Numer statystyczny gminy w Office National des Statistiques d'Algérie to 2216.